# Aphelandra bahiensis
Aphelandra bahiensis là một loài thực vật có hoa trong họ Ô rô. Loài này được (Nees) Wassh. mô tả khoa học đầu tiên năm 1975.